# Новосёлка (Андреевское сельское поселение)
Новосёлка — село в Александровском муниципальном районе Владимирской области России, входит в состав Андреевского сельского поселения.

## География
Село расположено в 7 км к юго-востоку от центра поселения села Андреевского.

## История

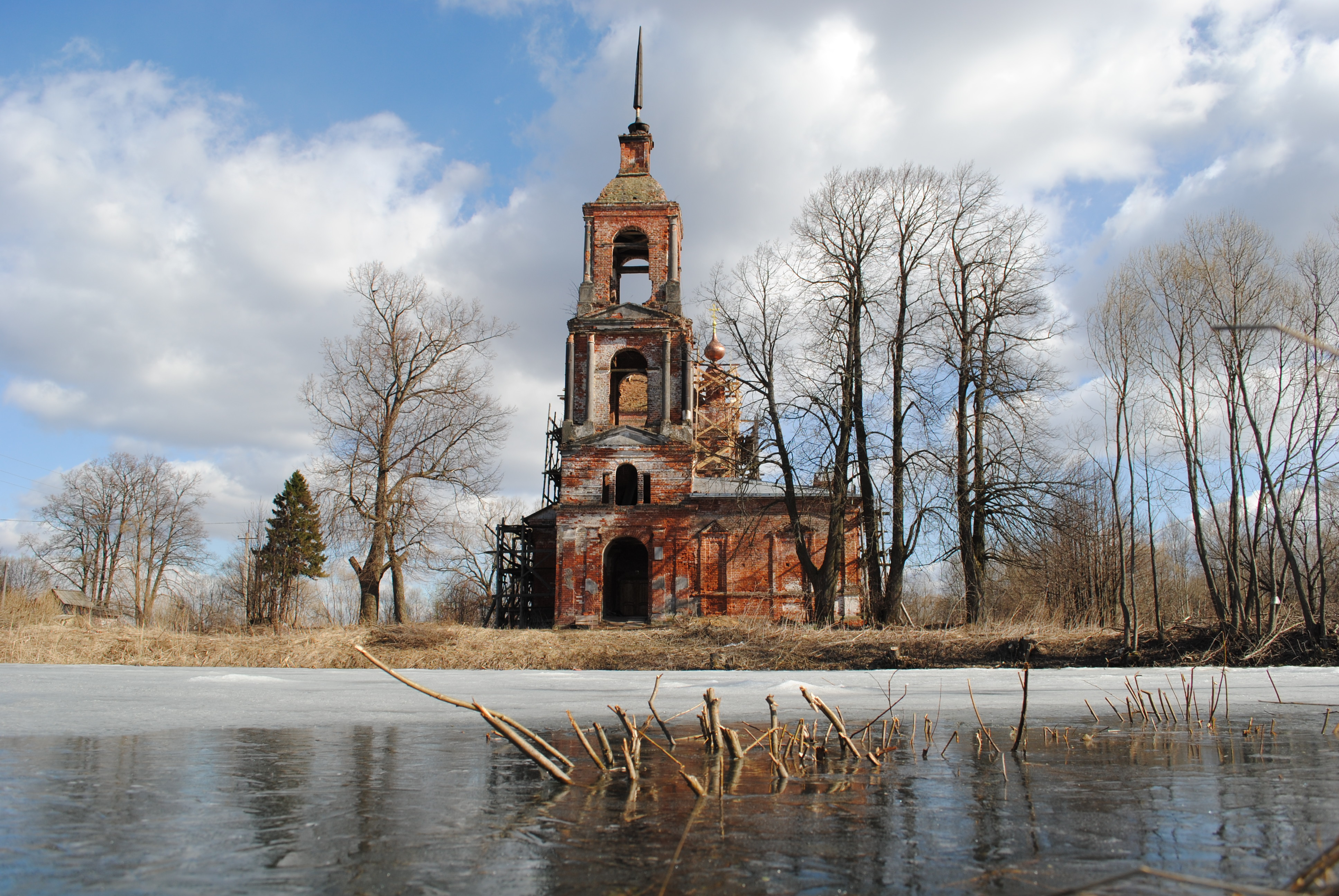
Церковь Рождества Христова

В документах село Новосёлка при реке Бачевке упоминается с 1517 года. Царь Иван Грозный отобрал село в опричнину, с тех пор оно было дворцовым. В Смутное время церковь стояла в запустении, новая деревянная церковь построена только 1632 году. В 1784 году церковь сгорела, ныне существующая каменная церковь Рождества Христова построена в 1826 году. В советское время (в 1930-х годах) храм закрыт и разорён.
В XIX и первой четверти XX века село входило в состав Андреевской волости Александровского уезда. В 1905 году в селе числилось 102 двора.
В годы Советской власти до 1998 года село входило в состав Андреевского сельсовета.

## Население
| 1859 | 1897 | 1905 | 1926 | 2002 | 2010 | 2021 |
| ---- | ---- | ---- | ---- | ---- | ---- | ---- |
| 366  | ↗523 | ↗604 | ↗685 | ↘165 | ↘147 | ↘99  |

## Достопримечательности
В селе располагается Церковь Рождества Христова (1826). В настоящее время в храме проходят молебны, а в большие праздники и крещения детей.